# Alexandru Fronea
Alexandru Fronea (Bucarest, 15 de noviembre de 1933 - Ploiești, 10 de abril de 2013) fue un jugador de fútbol profesional rumano que jugaba en la demarcación de defensa.

## Biografía
Debutó como jugador con el Silvicultorul București. Posteriormente jugó también para Metalul București, CF Brăila y Carpați Sinaia. Tras terminar contrato con este último, fichó por el FC Petrolul Ploiești en 1957, jugando un total de ocho temporadas en el club. Jugando en el club, en la temporada 1960 fue seleccionado con la selección de fútbol de Rumanía para jugar la Eurocopa de 1960 llegando hasta cuartos de final eliminado por la selección de fútbol de Checoslovaquia. Además fue campeón nacional dos veces con el Petrolul, en 1958 y 1959 y ganó la Copa de Rumania en 1963. Tras finalizar su contrato con el club fue fichado por el FCM Târgovişte, equipo en el que se retiró.
Falleció el 10 de abril de 2013 en Ploiești a la edad de 79 años

## Clubes
| Club                    | País    | Año         |
| ----------------------- | ------- | ----------- |
| Silvicultorul București | Rumania | ¿? - ¿?     |
| Metalul București       | Rumania | ¿? - ¿?     |
| Progresul Brăila        | Rumania | ¿? - ¿?     |
| Carpați Sinaia          | Rumania | ¿? - 1957   |
| FC Petrolul Ploiești    | Rumania | 1957 - 1965 |
| FCM Târgovişte          | Rumania | 1965 - 1966 |

## Palmarés
- Liga I - 1958, 1959 - FC Petrolul Ploiești
- Copa de Rumania - 1963 - FC Petrolul Ploiești